# Фийон, Бенжамен
Бенжаме́н Фийо́н (фр. Benjamin Fillon; 15 марта 1819, Грю, Вандея — 23 мая 1881, Сен-Сир-ан-Тальмонде) — французский нумизмат, археолог и историк искусства.

## Биография
Племянник нумизмата Виктора Фостена Поэ д’Авана. Собрал большую коллекцию раритетов из Пуату XIX века.
В 1841 году стал членом Западного Антикварного общества, в 1846 году — его вице-президентом. В 1864 году организовал проведение 31-го археологического конгресса во Франции в Фонтене-ле-Конт. С 1870 до своей смерти состоял в Обществе истории французского искусства, деятельности которого во многом способствовал. Многие предметы своей личной коллекции представил на Всемирной выставке 1878 года.

## Деятельность
Его страсть к эпохе Возрождения сделали его одним из первых специалистов и исследователей жизни и деятельности французского математика Франсуа Виета, основоположника символической алгебры, чему он посвятил бо́льшую часть работы своей жизни.
Одним из первых стал заниматься историей Вандеи. Переиздал произведения Николы Рапена.
Опубликовал ряд работ по нумизматике, в том числе, «Исторические и художественные очерки по валютам Франции» и «Пуату и Вандея» .

## Избранная библиография
- «Maisons des hommes illustres de Fontenay» (Фонтене, 1847);
- «Recherches historiques et archéologiques sur Fontenay» (Фонтене, 1847);
- «Considérations historiques et archéologiques sur les monnaies de France» (1850);
- «Études numismatiques» (1856); «Monnaies féodales françaises» (Париж, 1862);
- «Poitou et Vendée, études historiques et artistiques» (Фонтене, 1862—1865);
- «L’Art de terre chez les Poitevins» (1864);
- «Recueil de notes sur les origines de l’Église réformée de Fontenay-le-Comte et sur les pasteurs» (Шор, 1888).